# Білві
Білві (міскіту Bilwi) — місто і муніципалітет в північно-східній частині Нікарагуа, адміністративний центр автономного регіону Атлантичний Північний.

## Географія
Місто розташоване на сході департаменту, на узбережжі Карибського моря, приблизно за 536 км від Манагуа. Абсолютна висота — 7 метрів над рівнем моря.

### Клімат
Місто знаходиться у зоні, котра характеризується мусонним кліматом. Найтепліший місяць — квітень із середньою температурою 27.8 °C (82 °F). Найхолодніший місяць — січень, із середньою температурою 25.6 °С (78 °F).
| Клімат Пуерто-Кабесаса  | Клімат Пуерто-Кабесаса | Клімат Пуерто-Кабесаса | Клімат Пуерто-Кабесаса | Клімат Пуерто-Кабесаса | Клімат Пуерто-Кабесаса | Клімат Пуерто-Кабесаса | Клімат Пуерто-Кабесаса | Клімат Пуерто-Кабесаса | Клімат Пуерто-Кабесаса | Клімат Пуерто-Кабесаса | Клімат Пуерто-Кабесаса | Клімат Пуерто-Кабесаса | Клімат Пуерто-Кабесаса |
| Показник                | Січ.                   | Лют.                   | Бер.                   | Квіт.                  | Трав.                  | Черв.                  | Лип.                   | Серп.                  | Вер.                   | Жовт.                  | Лист.                  | Груд.                  | Рік                    |
| Абсолютний максимум, °C | 32                     | 33                     | 35                     | 38                     | 33                     | 40                     | 33                     | 38                     | 37                     | 37                     | 32                     | 32                     | 40                     |
| Середній максимум, °C   | 27                     | 27                     | 28                     | 29                     | 29                     | 28                     | 28                     | 28                     | 29                     | 28                     | 28                     | 27                     | 28                     |
| Середня температура, °C | 25                     | 26                     | 26                     | 27                     | 27                     | 27                     | 27                     | 27                     | 27                     | 26                     | 26                     | 26                     | 26                     |
| Середній мінімум, °C    | 23                     | 23                     | 25                     | 25                     | 26                     | 26                     | 26                     | 25                     | 25                     | 24                     | 24                     | 23                     | 25                     |
| Абсолютний мінімум, °C  | 17                     | 17                     | 18                     | 18                     | 17                     | 18                     | 16                     | 21                     | 17                     | 15                     | 12                     | 17                     | 12                     |
| Норма опадів, мм        | 180                    | 70                     | 50                     | 50                     | 180                    | 420                    | 370                    | 350                    | 340                    | 350                    | 300                    | 240                    | 2970                   |
| ----------------------- | ---------------------- | ---------------------- | ---------------------- | ---------------------- | ---------------------- | ---------------------- | ---------------------- | ---------------------- | ---------------------- | ---------------------- | ---------------------- | ---------------------- | ---------------------- |
| Джерело: Weatherbase    |                        |                        |                        |                        |                        |                        |                        |                        |                        |                        |                        |                        |                        |

## Населення
За даними на 2013 рік чисельність населення міста становить 59 222 особи.
 Динаміка чисельності населення міста по роках: 
| 1971  | 1995   | 2000   | 2005   | 2013   |
| ----- | ------ | ------ | ------ | ------ |
| 5 528 | 22 588 | 28 425 | 39 428 | 59 222 |

## Транспорт
У місті є аеропорт Білві, що приймає регулярні щоденні рейси з Манагуа.

## Міста-побратими
- Берлінгтон, США
- Лулео, Швеція